# Éverton Ribeiro
Éverton Augusto de Barros Ribeiro (sinh ngày 10 tháng 4 năm 1989) là một cầu thủ bóng đá người Brasil thi đấu ở vị trí tiền vệ cho câu lạc bộ Brazilian Serie A Flamengo và đội tuyển quốc gia Brasil.

## Thống kê sự nghiệp

### Câu lạc bộ
Tính đến ngày 3 tháng 11 năm 2022
| Club               | Season       | League         | League | League | State League | State League | National Cup | National Cup | Continental | Continental | Other | Other | Total | Total |
| Club               | Season       | Division       | Apps   | Goals  | Apps         | Goals        | Apps         | Goals        | Apps        | Goals       | Apps  | Goals | Apps  | Goals |
| ------------------ | ------------ | -------------- | ------ | ------ | ------------ | ------------ | ------------ | ------------ | ----------- | ----------- | ----- | ----- | ----- | ----- |
| Corinthians        | 2007         | Série A        | 4      | 0      | 2            | 0            | 2            | 0            | —           | —           | —     | —     | 8     | 0     |
| Corinthians        | 2008         | Série B        | 1      | 0      | 7            | 0            | 2            | 0            | —           | —           | —     | —     | 10    | 0     |
| Corinthians        | Total        | Total          | 5      | 0      | 9            | 0            | 4            | 0            | —           | —           | —     | —     | 18    | 0     |
| São Caetano (loan) | 2008         | Série B        | 12     | 0      | —            | —            | —            | —            | —           | —           | —     | —     | 12    | 0     |
| São Caetano (loan) | 2009         | Série B        | 30     | 2      | 7            | 0            | —            | —            | —           | —           | —     | —     | 37    | 2     |
| São Caetano (loan) | 2010         | Série B        | 29     | 4      | 21           | 2            | —            | —            | —           | —           | —     | —     | 50    | 6     |
| São Caetano (loan) | Total        | Total          | 71     | 6      | 28           | 2            | —            | —            | —           | —           | —     | —     | 99    | 8     |
| Coritiba           | 2011         | Série A        | 14     | 0      | 8            | 1            | 3            | 1            | —           | —           | —     | —     | 25    | 2     |
| Coritiba           | 2012         | Série A        | 29     | 8      | 15           | 5            | 10           | 4            | 2           | 1           | —     | —     | 56    | 18    |
| Coritiba           | Total        | Total          | 43     | 8      | 23           | 6            | 13           | 5            | 2           | 1           | —     | —     | 81    | 20    |
| Cruzeiro           | 2013         | Série A        | 35     | 7      | 13           | 5            | 6            | 3            | —           | —           | —     | —     | 54    | 15    |
| Cruzeiro           | 2014         | Série A        | 31     | 6      | 9            | 1            | 4            | 0            | 10          | 1           | —     | —     | 54    | 8     |
| Cruzeiro           | Total        | Total          | 66     | 13     | 22           | 6            | 10           | 3            | 10          | 1           | —     | —     | 108   | 23    |
| Al-Ahli            | 2014–15      | UAE Pro League | 12     | 3      | —            | —            | —            | —            | 8           | 3           | 1     | 0     | 21    | 6     |
| Al-Ahli            | 2015–16      | UAE Pro League | 26     | 9      | —            | —            | 7            | 1            | 6           | 1           | —     | —     | 39    | 11    |
| Al-Ahli            | 2016–17      | UAE Pro League | 22     | 5      | —            | —            | 8            | 1            | 8           | 2           | 1     | 0     | 39    | 8     |
| Al-Ahli            | Total        | Total          | 60     | 17     | —            | —            | 15           | 2            | 22          | 6           | 2     | 0     | 99    | 25    |
| Flamengo           | 2017         | Série A        | 29     | 4      | 0            | 0            | —            | —            | 10          | 2           | 1     | 1     | 40    | 7     |
| Flamengo           | 2018         | Série A        | 35     | 6      | 9            | 1            | 6            | 1            | 7           | 2           | —     | —     | 57    | 10    |
| Flamengo           | 2019         | Série A        | 32     | 2      | 12           | 1            | 4            | 0            | 12          | 3           | 2     | 0     | 62    | 6     |
| Flamengo           | 2020         | Série A        | 33     | 7      | 12           | 1            | 3            | 0            | 6           | 2           | 3     | 0     | 57    | 10    |
| Flamengo           | 2021         | Série A        | 22     | 2      | 8            | 0            | 6            | 0            | 13          | 0           | 1     | 0     | 50    | 2     |
| Flamengo           | 2022         | Série A        | 30     | 2      | 12           | 1            | 8            | 0            | 12          | 4           | 1     | 0     | 63    | 7     |
| Flamengo           | Total        | Total          | 181    | 23     | 53           | 4            | 27           | 1            | 60          | 13          | 8     | 1     | 329   | 42    |
| Career total       | Career total | Career total   | 426    | 67     | 135          | 18           | 69           | 11           | 94          | 21          | 10    | 1     | 734   | 118   |

1. 1 2 3 4  Appearance(s) in Campeonato Paulista
2. 1 2  Appearance(s) in Campeonato Paranaense
3. 1 2  Appearance(s) in Copa Sudamericana
4. 1 2  Appearance(s) in Campeonato Mineiro
5. 1 2 3 4 5 6  Appearance(s) in Copa Libertadores
6. 1 2 3  Appearance(s) in AFC Champions League
7. 1 2  Appearance in UAE Super Cup
8. ↑  Appearance(s) in Primeira Liga
9. 1 2 3 4 5  Appearance(s) in Campeonato Carioca
10. ↑  Appearance(s) in FIFA Club World Cup
11. ↑  Two appearances in Recopa Sudamericana, one appearance in Supercopa do Brasil
12. 1 2  Appearance in Supercopa do Brasil

### Quốc tế
Tính đến ngày 9 tháng 12 năm 2022
| Brasil | Brasil | Brasil |
| Năm    | Trận   | Bàn    |
| ------ | ------ | ------ |
| 2014   | 3      | 0      |
| 2015   | 3      | 0      |
| 2020   | 4      | 0      |
| 2021   | 9      | 3      |
| 2022   | 3      | 0      |
| Tổng   | 22     | 3      |

#### Bàn thắng quốc tế
Tính đến ngày 9 tháng 9 năm 2021.
| # | Ngày                | Địa điểm                                                    | Số trận | Đối thủ | Bàn thắng | Kết quả | Giải đấu                      |
| - | ------------------- | ----------------------------------------------------------- | ------- | ------- | --------- | ------- | ----------------------------- |
| 1 | 17 tháng 6 năm 2021 | Sân vận động Olímpico Nilton Santos, Rio de Janeiro, Brasil | 12      | Perú    | 3–0       | 4–0     | Copa América 2021             |
| 2 | 2 tháng 9 năm 2021  | Sân vận động Monumental David Arellano, Santiago, Chile     | 16      | Chile   | 1–0       | 1–0     | Vòng loại FIFA World Cup 2022 |
| 3 | 9 tháng 9 năm 2021  | Arena Pernambuco, São Lourenço da Mata, Brasil              | 17      | Perú    | 1–0       | 2–0     | Vòng loại FIFA World Cup 2022 |